# 웨즐레이 알레스 마이올리누
웨즐레이 알레스 마이올리누(포르투갈어: Wesley Alex Maiolino, 1988년 2월 10일 ~ )은 흔히 알레스(Alex)라는 이름으로 알려져 있는 브라질의 축구 선수로 포지션은 공격수이다. K리그 등록명은 알렉스다.

## 클럽 경력

### 울산 현대미포조선 돌고래
2010년 알레스는 대한민국 세미프로리그 내셔널리그의 울산 현대미포조선 돌고래에 입단하였다. 2010년 4월 9일에 열린 안산 할렐루야와의 경기에서 울산 입단 이후 첫 골을 기록했다. 이후 알렉스는 내셔널리그 2010시즌 전반기에 12경기 3골, 후반기에 14경기 6골을 기록하며 시즌 통산 26경기 9골을 기록하였다. 2011 시즌에는 24경기에 출전하여 9골 2도움을 기록하였다.

### 고양 Hi FC
2013시즌을 앞두고 고양 Hi FC로 이적했다. 브라질 공격수인 알미르와 함께 고양의 공격진을 이끌었다. 2013시즌 32경기 15득점 6도움을 기록하여 K리그 챌린지 베스트 11 공격수 부분에 선정되었다.

### 강원 FC
2014시즌 여름 이적시장을 통해 강원 FC로 이적했다. 강원 FC 소속으로 뛰었던 2014 시즌에서도 K리그 챌린지 베스트 11 공격수 부문에 선정되었다.

### 대구 FC
K리그 챌린지 2016 시즌 후반기 동안 대구 FC 소속으로 20경기를 출전하였으며, 5골을 기록하여 팀의 1부 리그 승격에 공헌하였다.

### FC 안양
K리그 챌린지 2017 시즌 전반기 동안 FC 안양 소속으로 5경기에 출전하였다.

### 서울 이랜드 FC
K리그 챌린지 2017 시즌 후반기에 들어서 서울 이랜드 FC로 이적하였다. 7월 17일 수원 FC와의 경기에서 84분 경 교체 투입되어 서울 이랜드에서의 데뷔 무대를 가졌다. 7월 24일 FC 안양과의 경기에 선발 출장하면서, 팀에서의 첫 풀타임 경기를 소화해냈다. 7월 30일 안산 그리너스 FC와의 홈경기에서 중거리 터닝슛을 성공시키며, 팀에서의 데뷔골을 기록하였다. 8월 12일 부천 FC 1995와의 경기에서 선발 투입되었고, 이 경기에서 두 골을 기록하였다. 8월 20일 대전 시티즌과의 원정 경기에서 또다시 득점 하며, 네 경기 연속 골을 기록하였다. 대전 시티즌과의 경기에서 사타구니 부상을 당했기에 두 경기를 출장하지 못했으나, 9월 2일 수원 FC와의 원정 경기에서 또다시 득점을 기록하며 5경기 연속골을 기록하였다. 10월 21일 안산 그리너스 FC와의 원정 경기에서 프리킥 골을 성공시키며, 팀에서의 여섯 번째 골을 성공시켰다.

### FC 안양
2018년 1월 4일 알레스 마이올리누는 다시 FC 안양으로 돌아갔다. 28경기에 출전하여 15골을 기록, K리그 2 득점 2위를 하였다

### 서울 이랜드 FC
2019시즌을 앞두고 서울 이랜드 FC로 이적했다. 3월 9일 안산 그리너스 FC와의 2라운드 홈 경기에서 선발 출장하여, 14분 경 서울 이랜드에서의 복귀 골을 신고하였다.

## 선수 기록
| 선수 기록     | 선수 기록         | 선수 기록     | 리그 | 리그 | 리그 | FA컵 | FA컵 | FA컵 | 주리그/리그컵 | 주리그/리그컵 | 주리그/리그컵 | 대륙대회 | 대륙대회 | 대륙대회 | 총합 | 총합 | 총합 |
| 시즌          | 구단              | 리그          | 출장 | 득점 | 도움 | 출장 | 득점 | 도움 | 출장          | 득점          | 도움          | 출장     | 득점     | 도움     | 출장 | 득점 | 도움 |
| 대한민국      | 대한민국          | 대한민국      | 리그 | 리그 | 리그 | FA컵 | FA컵 | FA컵 | 리그컵        | 리그컵        | 리그컵        | 대륙대회 | 대륙대회 | 대륙대회 | 총합 | 총합 | 총합 |
| ------------- | ----------------- | ------------- | ---- | ---- | ---- | ---- | ---- | ---- | ------------- | ------------- | ------------- | -------- | -------- | -------- | ---- | ---- | ---- |
| 2010          | 울산 현대미포조선 | 내셔널        | 26   | 9    | 2    | ?    | ?    | ?    | ?             | ?             | ?             | -        | -        | -        | 26   | 9    | 2    |
| 2011          | 울산 현대미포조선 | 내셔널        | 24   | 9    | 2    | ?    | ?    | ?    | ?             | ?             | ?             | -        | -        | -        | 24   | 9    | 2    |
| 브라질        | 브라질            | 브라질        | 리그 | 리그 | 리그 | FA컵 | FA컵 | FA컵 | 주리그        | 주리그        | 주리그        | 대륙대회 | 대륙대회 | 대륙대회 | 총합 | 총합 | 총합 |
| 2012          | 상카에타누        | 세리이 C      | ?    | ?    | ?    | ?    | ?    | ?    | 45            | 2             | ?             | -        | -        | -        | 45   | 2    | ?    |
| 2012          | 오에스치          | 세리이 C      | 0    | 0    | 0    | ?    | ?    | ?    | 0             | 0             | 0             | -        | -        | -        | 0    | 0    | 0    |
| 대한민국      | 대한민국          | 대한민국      | 리그 | 리그 | 리그 | FA컵 | FA컵 | FA컵 | 리그컵        | 리그컵        | 리그컵        | 대륙대회 | 대륙대회 | 대륙대회 | 총합 | 총합 | 총합 |
| 2013          | 고양              | K2            | 32   | 15   | 6    | 1    | 0    | 0    | -             | -             | -             | -        | -        | -        | 33   | 15   | 6    |
| 2014          | 고양              | K2            | 14   | 11   | 3    | ?    | ?    | ?    | -             | -             | -             | -        | -        | -        | 14   | 11   | 3    |
| 2014          | 강원              | K2            | 15   | 5    | 1    | 2    | 1    | 0    | -             | -             | -             | -        | -        | -        | 15   | 5    | 1    |
| 태국          | 태국              | 태국          | 리그 | 리그 | 리그 | FA컵 | FA컵 | FA컵 | 리그컵        | 리그컵        | 리그컵        | 대륙대회 | 대륙대회 | 대륙대회 | 총합 | 총합 | 총합 |
| 2015          | 차이낫 혼빌       | 타이 1        | 33   | 17   | 0    | ?    | ?    | ?    | ?             | ?             | ?             | -        | -        | -        | 33   | 17   | 0    |
| 2016          | 차이낫 혼빌       | 타이 1        | 15   | 4    | 1    | ?    | ?    | ?    | ?             | ?             | ?             | -        | -        | -        | 15   | 4    | 1    |
| 대한민국      | 대한민국          | 대한민국      | 리그 | 리그 | 리그 | FA컵 | FA컵 | FA컵 | 리그컵        | 리그컵        | 리그컵        | 대륙대회 | 대륙대회 | 대륙대회 | 총합 | 총합 | 총합 |
| 2016          | 대구              | K2            | 20   | 5    | 0    | 0    | 0    | 0    | -             | -             | -             | -        | -        | -        | 20   | 5    | 0    |
| 2017          | 안양              | K2            | 5    | 0    | 0    | ?    | ?    | ?    | -             | -             | -             | -        | -        | -        | 5    | 0    | 0    |
| 2017          | 서울 이랜드       | K2            | 14   | 7    | 0    | 0    | 0    | 0    | -             | -             | -             | -        | -        | -        | 14   | 7    | 0    |
| 2018          | 안양              | K2            | 28   | 15   | 3    | ?    | ?    | ?    | -             | -             | -             | -        | -        | -        | 28   | 15   | 3    |
| 2019          | 서울 이랜드       | K2            | 6    | 3    | 0    | 1    | 1    | 1    | -             | -             | -             | -        | -        | -        | 5    | 3    | 0    |
| 브라질 통산   | 브라질 통산       | 브라질 통산   | 0    | 0    | 0    | 0    | 0    | 0    | 45            | 2             | 0             | 0        | 0        | 0        | 45   | 2    | 0    |
| 태국 통산     | 태국 통산         | 태국 통산     | 48   | 21   | 1    | 0    | 0    | 0    | 0             | 0             | 0             | 0        | 0        | 0        | 48   | 21   | 1    |
| 대한민국 통산 | 대한민국 통산     | 대한민국 통산 | 184  | 79   | 17   | 4    | 2    | 1    | 0             | 0             | 0             | 0        | 0        | 0        | 188  | 81   | 18   |
| 커리어 통산   | 커리어 통산       | 커리어 통산   | 231  | 99   | 18   | 4    | 2    | 1    | 45            | 2             | 0             | 0        | 0        | 0        | 283  | 93   | 19   |

## 수상

### 구단

#### 상카에타누
- 캄페오나투 브라질레이루 세리이 C : 2012

#### 대구 FC
- K리그 챌린지 (준우승) : 2016

## 참고 문헌
- 웨즐레이 알레스 마이올리누 K리그 기록 – 한국프로축구연맹
- 알레스 프로필 - 사커웨이